# البارون إدوارد نولده
البارون إدوارد نولده (بالألمانية: Eduard von Nolde)‏ عسكري ورحّالة ومستكشف أصله من الألمان البلطيقيين لكنه روسي التبعية، ولد في تاريخ 23 جماد الأول 1265هـ الموافق 16 أبريل 1849 في مزرعة كالتين في كورلاند (ليتوانيا)، وتوفي لندن منتحرًا تاريخ 14 رمضان 1312هـ 11 مارس 1895م، جاء إلى وسط شبه الجزيرة العربية في مهمة سياسية وظهر بشخصيته الحقيقية، وذكر أحداث سياسية هامة لم يذكرها غيره.

## مولده
ولد نولده في مدينة كاليتي بمقاطعة كورلان في لاتفيا لعائلة ألمانية عام 1849م.

## تعليمه
- تلقى تعليمًا خاصًا وعندما بلغ السادسة عشر التحق بمدرسة ثانوية في مدينة ريغا، وفي عام 1870م التحق نولده بكتيبة أولان العسكرية التابعة للحرس الملكي البولندي، وكان من المفترض أن يتخرج منها برتبة ضابط ولكنه تركها بعد سنة ونصف ثم شارك حتى عام 1876 كمتطوع في الحرب الكارلية الثالثة، وبعد إقامة قصيرة في أمريكا الجنوبية، انضم في عام 1879 إلى الخدمة المدنية الروسية. ثم بدأ السفر إلى الشرق وأفريقيا عام 1888.

## خدمته العسكرية
- عمل في صفوف فرسان كارلوس الإسبانية ووصل إلى رتبة ملازم وقاد سرية من الفرسان حتى نهاية الحرب الأهلية الإسبانية عام 1876م.
- شارك في الحرب بين تشيلي وبيرو ضمن صفوف التشيليين لمدة عام كامل 1877م.
- بعد أن زار ريو دي جانيرو وسان فرانسيسكو في أواخر خريف عام 1878م عاد إلى بطرسبورغ في روسيا وعمل في وظيفة حكومية (مفتش ضريبة خمور) في يناير 1879م. وبناء على ذلك بدأ يكتب مقالات مطولة عن ضريبة الخمور وطريقة تحسينها في صحيفة «بطرسبورغ هيرالد».
- أصبح عضو شرف في الجمعية التقنية في بطرسبورغ؛ بناء على اختيار الجمعية له لعلاقاته الجيدة والمستمرة بدوائرها.
- عمل بشكل سري لصالح القيصر الروسي، وكانت رحلته إلى شبه الجزيرة العربية هادفة إلى خدمة المصالح الروسية.

## رحلاته
في عام 1888م سافر نولده إلى إسطنبول، وانطلق منها إلى أفريقيا وقام برحلات صيد، وقضى بقية سنوات عمره مرتحلاً. كما ارتحل إلى جهات أخرى منها شبه الجزيرة العربية وكان ذلك في مطلع عام 1893م بدءًا بدمشق فالجوف وحائل والقصيم، وثم عاد بعد أداء مهمته الاستخباراتية عبر العراق وكردستان إلى إسطنبول.

## مؤلفاته
قبل انتحار نولده سلم المخطوطة الخاصة بوصف رحلته إلى شبه الجزيرة العربية للجغرافي الألماني ريتشارد أندريه، والذي قام بنشرها بعد انتحار نولده بأشهر قليلة.

## وفاته
أنهى نولد حياته وهو في السادسة والأربعين من عمره؛ إذا توفي منتحرًا في لندن التي كان فيها على اتصال بالسفارة الروسية حيث ترك لها في غرفته؛ ليخبرها بأنه انتحر برغبته، وأن لديه بعض المال في حسابه البنكي في لندن، وطلب صرفه على مراسم دفن تليق به.

## وصلات خارجية
- الجاسوس الروسي (ادوارد) يرصد عام الجليد ويعدد مزايا الجمال العربية.
- نولده يصف كيف تحصل الوحوش على الماء وما هي قدرة الجمال والخيول على البقاء.